# مرگ علی خلیلی
درگیری علی خلیلی و احسان شاه‌قاسمی در ۲۵ تیر ۱۳۹۰ در منطقه تهرانپارس و در چهارراه سیدالشهدا روی داد. احسان شاه‌قاسمی و دوستانش در خودرو شخصی‌شان در حال گوش دادن به موسیقی بودند که علی خلیلی برای امر به معروف و نهی از منکر، اقدام به بحث در خصوص موسیقی کرد که منجر به مشاجرهٔ لفظی شده و به درگیری فیزیکی منتهی گشت و شاه‌قاسمی با وارد کردن ضربات چاقو به گردن خلیلی او را مجروح کرد. خلیلی ادعا کرد که علت تذکر او به شاه‌قاسمی، تعرض شاه‌قاسمی و دوستانش به دو زن بود درحالی‌که شاه قاسمی مدعی فحاشی توسط خلیلی و تهدید به تماس با گشت ارشاد شد. فردای همان روز شاه‌قاسمی دستگیر و بعداً به سه سال حبس و پرداخت دیه محکوم شد، خلیلی با دریافت دیه در این پرونده رضایت داد و مضروب نیز پس از چند جراحی و مدتی بستری از بیمارستان مرخص شد. خلیلی بعد از این ماجرا با بازیابی سلامت خود با پای پیاده به کربلا رفت. اما تقریباً سه سال بعد در ۴ فروردین ۱۳۹۳ در اثر عفونت ریوی درگذشت. پزشکی قانونی مرگ او را پس از سه سال مرتبط با درگیری قبلی اعلام کرد. شاه‌قاسمی دوباره دستگیر و این بار به قتل متهم و به قصاص محکوم شد که در نهایت با گذشت والدین خلیلی مواجه‌شد.
مجلس شورای اسلامی در سال ۱۳۹۴ در راستای حمایت از حکم اسلامی امر به معروف و نهی از منکر، قانون حمایت از آمران به معروف و ناهیان از منکر را تصویب و ابلاغ کرد. به موجب این قانون هیچ شخص حقیقی یا حقوقی حق ندارد جلو اجرای امر به معروف و نهی از منکر را بگیرد و در صورت بروز درگیری مجازاتی سخت در انتظار کسانی خواهد بود که جلو اجرای آن را گرفته‌اند.

## شرح درگیری
در زمان وقوع حادثه علی خلیلی طلبهٔ علوم دینی و از اعضای بسیج بود که به عنوان عامل امر به معروف و نهی از منکر اقدام به گشت در خیابان می‌کرد. احسان شاه‌قاسمی و دوستانش در حال گوش دادن به موسیقی با صدای بلند بوده‌اند که خلیلی به آن‌ها تذکر داده و از آن‌ها خواسته صدای ضبط را کم کنند. شاه‌قاسمی درخواست او را رد کرده و در نهایت مشاجرهٔ لفظی آنان به درگیری فیزیکی انجامیده‌است که طی آن خلیلی از ناحیهٔ گردن مورد اصابت چاقو قرار می‌گیرد و به شاهرگش آسیب می‌رسد. خلیلی ادعا کرد که شاه‌قاسمی و دوستانش در حال اذیت و آزار زنان بوده‌اند.
علی خلیلی خود ماجرای درگیری را اینگونه شرح داده بود:

به نظرم ساعت دوازده شب بود که قرار بود دو سه تا از بچه‌ها را به خانه‌هایشان برسانیم . . . بعد فلکه اول نه، چهار راه سیدالشهدا بود به نظرم. من شرح ماوقع یادم نیست، چیزی که دوستان تعریف کردند را خدمتتان تعریف می‌کنم. دیدیم که پنج الی شش نفر دارند دو تا خانم را اذیت می‌کنند. شرح ماجرا یادم نیست بچه‌ها می‌گویند که داشتند به زور سوار ماشینشان می‌کردند که ما رسیدیم. بچه‌هایی که همراه من بودند کوچک بودند و آن موقع سوم راهنمایی بودند. آن‌ها ایستادند و من از موتور پیاده شدم و رفتم به آن‌ها تذکر دادم ولی گلاویز شدیم و آن دو سه نفر که همراه من بودند آن‌ها هم کتک خوردند و در این حین یک چاقو، نمی‌دانم از پشت بود یا از جلو، نثار ما شد. من همان‌جا افتادم. چاقو تو ناحیهٔ گردن و نزدیک شاهرگم خورد. من همان‌جا افتادم. آن‌هایی که چاقو زده بودند همگی فرار کردند. یکی از این دانش‌آموزهایی که همراه من بود موتورسواری بلد بود و دنبال آن‌ها رفت. شمارهٔ پلاک آن‌ها را برداشت. من حدود نیم ساعتی تو خیابان افتاده بودم. بعد از نیم ساعت دو نفر از بچه‌های شمال شهر داشتند رد می‌شدند از آنجا، ما را دیدند و سوار کردند و به اورژانس فلکهٔ سوم تهرانپارس بردند . . .

پدر احسان شاه‌قاسمی روایتی متفاوت از ماجرا دارد:
بچه‌ها نوار موسیقی می‌گذارند توی ماشین، شش نفر از همکلاسی‌هایشان بودند. این‌ها هم ایست و بازرسی داشتند و گفتند نوار را خاموش کنید. پسرم هم گفت جشن است به شما چه مربوط است. بعد [علی خلیلی] گفت عباس جلوی ماشین را بگیر. پسرم و دوستانش دیدند ایست و بازرسی است، فرار کردند. سه تا موتور که ترک آن سه نفر نشسته بودند دنبال این‌ها می‌کنند. از میدان هفت حوض تا چهار راه سیدالشهدا بیست کیلومتر است. مگر می‌شود امر به معروف را به زور انجام دهند؟

## پسایند درگیری
شاه‌قاسمی و دوستانش پس از مجروح کردن خلیلی گریختند و خلیلی را مردم به بیمارستان تهرانپارس واقع در فلکهٔ سوم تهرانپارس رساندند. به گفتهٔ همراهان خلیلی، هرچند اقدامات اولیهٔ احیا صورت گرفت، اما به دلیل عدم حضور پزشک متخصص و کمبود امکانات، مسئولان بیمارستان درخواست کردند که خلیلی به مرکزی مجهزتر منتقل شود. به گفتهٔ همراهان خلیلی ۲۵ بیمارستان از پذیرش او سر بار زدند تا در نهایت ساعت ۳:۳۰ صبح و پس از واریز ۵ میلیون تومان وجه درخواستی، بیمارستان خصوصی عرفان حاضر به پذیرش خلیلی شد. خلیلی در بیمارستان بستری شد و چندین عمل جراحی را پشت سر گذاشت و در نهایت مرخص شد. او سلامت خود را بحدی بازیافت که توانست با پای پیاده به کربلا سفر کند.
احسان شاه‌قاسمی در تیر ۱۳۹۰ دستگیر شد. پس از دستگیری، او را برای دو هفته در بازداشتگاه کهریزک نگه داشتند که به گفتهٔ خودش در معرض شکنجه و بدرفتاری بوده‌است. شاه‌قاسمی حین بازداشت سعی کرده بود با ملحفه‌هایش خود را دار بزند. هم‌سلولی‌هایش ادعا میکنند پس از آنکه مأموران سر تا پای او را با باتوم زده بودند، او را در سلولش بی‌هوش یافتند. اواخر فروردین ۱۳۹۱‏ دادگاه کیفری استان تهران شاه‌قاسمی را به سه سال حبس، پرداخت ۳۵ میلیون تومان دیه، و شلاق محکوم کرد. شاه‌قاسمی پس از پرداخت دیه، تحمل ضربات شلاق و گذراندن دو سال حبس، با رضایت علی خلیلی و پدرش آزاد شد و ظاهراً قضیه خاتمه یافت.

## انتقاد از عملکرد بیمارستانها
عدم پذیرش وی در برخی بیمارستاهای دولتی که ضعف مدیریت در این بیمارستانها در برابر مشکلات مردم را نمایان کرد موجب برکناری رئیس دانشگاه علوم پزشکی شهید بهشتی گردید. برکناری رئیس بیمارستان شهدای تجریش و توبیخ مسئول پذیرش در ستاد هدایت دانشگاه شهید بهشتی نیز از سوی وزارت بهداشت اعلام شد.

## درگذشت خلیلی
بهمن ۱۳۹۲ مجدداً با وخامت وضعیت جسمانی به بیمارستان منتقل شد که پزشکان گفتند در اثر پایین آمدن پلاکت خون و بالا رفتن گلبول‌های سفید که ناشی از عوارض عمل قبلی است، بدن بیمار دچار اختلال در خون رسانی شده بود و حتی قادر به پیوند اعضا هم نبود. روده‌ها، معده و بخشی از ریه هم تخلیه شد و پزشکان گفتند احتمال تخلیه کلیه و کبد وجود دارد. علی خلیلی در ۴ فروردین ۱۳۹۳ بر اثر عفونت ریوی در بیمارستان بعثت جان سپرد. یک ماه بعد رئیس سازمان پزشکی قانونی مرگ او را مرتبط با ضربات چاقویی که ۳۲ ماه پیش به گردنش اصابت کرده بود دانست.

## نامه‌نگاری‌ها
خلیلی پانزده روز پیش از درگذشت، نامه‌ای سرگشاده به سید علی خامنه‌ای نوشته بود که در آن اقداماتش را در برابر «جانبازی‌های مدافعان این آب و خاک» ناچیز شمرده و از نماندن ایمان در جامعه ابراز هراس کرده، و هدف خود را دور ماندن جامعه از نزول «بلا» ذکر کرده بود. او ضمن متهم نمودن عیب‌جویان به هراس از پرداخت هزینه‌های بیمارستان، جلوگیری از به «تاراج رفتن ناموس شیعه»، وجوب امر به معروف و «نخشکیدن رگ غیرت و ایمان» را از علل «تذکر لسانی» خویش برشمرده بود.
پدر احسان شاه‌قاسمی نیز به گفتهٔ خود نامه‌ای به خامنه‌ای نوشته و از او خواسته به دادش برسد. او که خود را «زباله‌کش شهرداری» و «مجروح جنگی» معرفی می‌کند از «سیاسی کردن پرونده» و بند نبودن دستش به جایی گله کرده و همین‌ها را عامل «خراب شدن کار» می‌داند.

## قانون حمایت از آمران به معروف و ناهیان از منکر
پس از درگذشت علی خلیلی، مجلس در تکاپوی تصویب قانونی در جهت حمایت از آمران به معروف و ناهیان از منکر برآمد. طرح حمایت از آمران به معروف و ناهیان از منکر در تیر ۱۳۹۳ از سوی هیئت رئیسهٔ مجلس شورای اسلامی اعلام وصول شد، کلیاتش در ۱۶ مهر همان سال و جزئیاتش در ۲۳ فروردین ۱۳۹۴ به تصویب مجلس رسید. شورای نگهبان در ۲ اردیبهشت ۱۳۹۴ آن را تصویب کرد و علی لاریجانی در ۹ اردیبهشت ۱۳۹۴ آن برای اجرا به دولت یازدهم ابلاغ کرد.
رسانه‌های اصولگرای ایران به‌کرات از خلیلی با عنوان «طلبهٔ ناهی از منکر» و «شهید امر به معروف» نام می‌برند.

## محاکمهٔ مجدد شاه‌قاسمی
پس از درگذشت خلیلی در ۴ فروردین ۱۳۹۳ شاه‌قاسمی دوباره دستگیر و به «قتل عمد» متهم و به قصاص نفس محکوم شد. به گفتهٔ عفو بین‌الملل، شاه‌قاسمی در ابتدا به وکیل انتخابی خود دسترسی نداشته و وکیل انتخابی او پس از ارعاب از ادامهٔ وکالت صرف‌نظر کرده‌است. سپس برای او وکیل تسخیری تعیین کردند که اولین دیدارشان با یکدیگر در جلسهٔ دادگاه بود. همچنین دستگیری مجدد شاه‌قاسمی تقریباً همزمان با تصویب قانون حمایت از آمران به معروف و ناهیان از منکر بوده که دست آحاد مردم را برای تذکر زبانی نسبت به پوشش‌ها و رفتارهای غیراسلامی بازمی‌گذارد. به گزارش عفو بین‌الملل دیوان عالی ایران حکم اعدام شاه‌قاسمی را با وجود نبود مدرک موثق دال بر ارتباط جراحات چاقو با مرگ خلیلی تأیید کرده‌است. حسیبه حاج صحراوی، معاون بخش خاورمیانه و شمال آفریقای عفو بین‌الملل، اظهار کرده‌است «جان احسان شاه‌قاسمی اکنون در دست رئیس قوهٔ قضائیه است که باید تصمیم بگیرد که آیا او را پس از یک محاکمهٔ ناقص و شبهه‌ناک به پای چوبهٔ دار بفرستد». به گفتهٔ او عمیقاً «بیم آن می‌رود که مقامات ایران از این تراژدی شخصی برای رسیدن به اهداف سیاسی‌شان سوءاستفاده کرده باشند».
یکی از نزدیکان خانوادهٔ شاه‌قاسمی به سازمان حقوق بشر ایران گفته‌است «خانواده احسان از سه تن از مراجع تقلید نیز فتوایی اخذ کرده‌اند که حتی در شریعت اسلام نیز اعدام در چنین شرایطی صحیح نیست. این مراجع در پاسخ‌های خود گفته‌اند به دلیل گذشت زمان و اخذ دیه از سوی مرحوم علی خلیلی و دادن رضایت محضری از سوی ایشان و پدرشان اعدام جایز نیست.»
در نهایت پدر و مادر علی خلیلی در ۳ شهریور ۱۳۹۴ از حق خود به عنوان اولیای دم برای قصاص «قاتل» فرزندشان گذشت کردند.